# Robert Kuwałek
Robert Jerzy Kuwałek (ur. 7 października 1966 w Lublinie, zm. 6 czerwca 2014 we Lwowie) – polski historyk, pedagog, współtwórca aktualnego upamiętnienia ofiar niemieckiego obozu zagłady w Bełżcu, pracownik naukowy Państwowego Muzeum na Majdanku i kierownik Muzeum – Miejsca Pamięci w Bełżcu.

## Życiorys
Syn Zbigniewa i Joanny. Absolwent VI Liceum Ogólnokształcącego w Lublinie. W 1990 obronił na Katolickim Uniwersytecie Lubelskim pracę magisterską pt. Organizacja Ogólnych Syjonistów w Lublinie w latach 1926–1939, napisaną pod kierunkiem Ryszarda Bendera. 
Po studiach pracował w Archiwum Państwowym w Lublinie, badając dzieje społeczności żydowskiej w Lublinie. W latach 1995–1999 był nauczycielem historii w Prywatnym Liceum Ogólnokształcącym im. Stanisława Wyspiańskiego w Lublinie oraz Społecznym Liceum Ogólnokształcącym w Bychawie.
W 1999 obronił na Uniwersytecie Marii Curie-Skłodowskiej rozprawę doktorską pt. Żydowska Gmina Wyznaniowa w Lublinie w latach 1821–1914. Funkcjonowanie instytucji samorządu religijnego i narodowościowego, napisaną pod kierunkiem Zygmunta Mańkowskiego. 
Od 1999 roku pracownik działu naukowego Państwowego Muzeum na Majdanku. W 2002 roku dzięki stypendium Fundacji Kościuszkowskiej prowadził badania w United States Holocaust Memorial Museum w Waszyngtonie i w oddziale National Archives and Records Administration w College Park. W latach 2002–2004 organizator Miejsca Pamięci na terenie ośrodka zagłady w Bełżcu i jego pierwszy kierownik (2004–2007). Wiceprezes Towarzystwa Przyjaźni Polsko-Izraelskiej w Lublinie (początkowo koło nr 5 organizacji ogólnopolskiej), które po jego śmierci zawiesiło działalność. Przewodnik m.in. po Lublinie i Lwowie. Wieloletni wykładowca Szkoły Letniej Nauczania o Holokauście. Autor licznych artykułów i kilku pozycji książkowych. Był m.in. członkiem redakcji polskiej księgi Sprawiedliwych wśród Narodów Świata.
Współpracował przez wiele lat z lubelskim Ośrodkiem „Brama Grodzka – Teatr NN”.
Pochowany w kolumbarium części komunalnej cmentarza przy ul. Lipowej w Lublinie (kwatera P3AZ-XIV-2d).

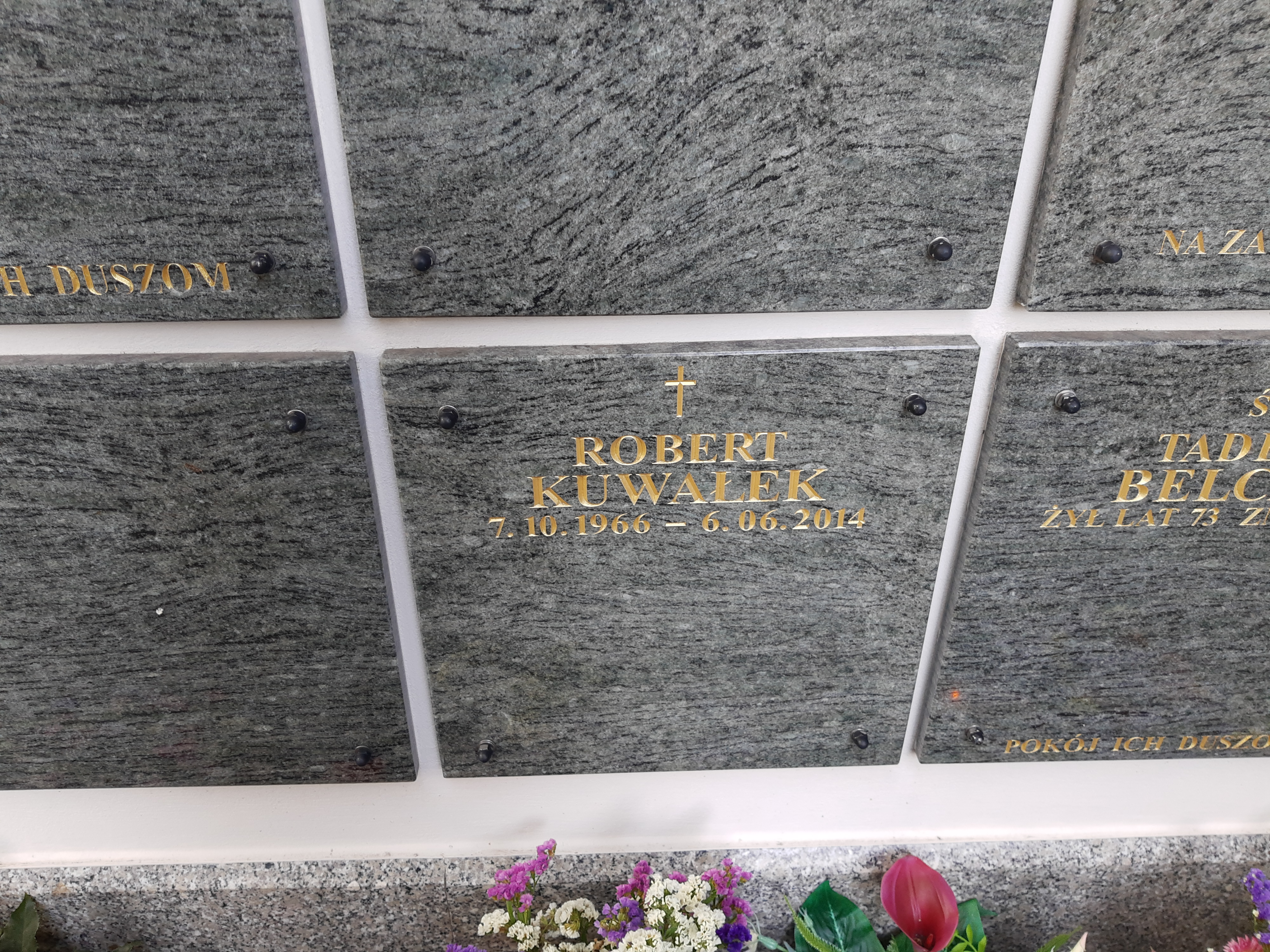
Grób dra Roberta Kuwałka na cmentarzu przy ul. Lipowej

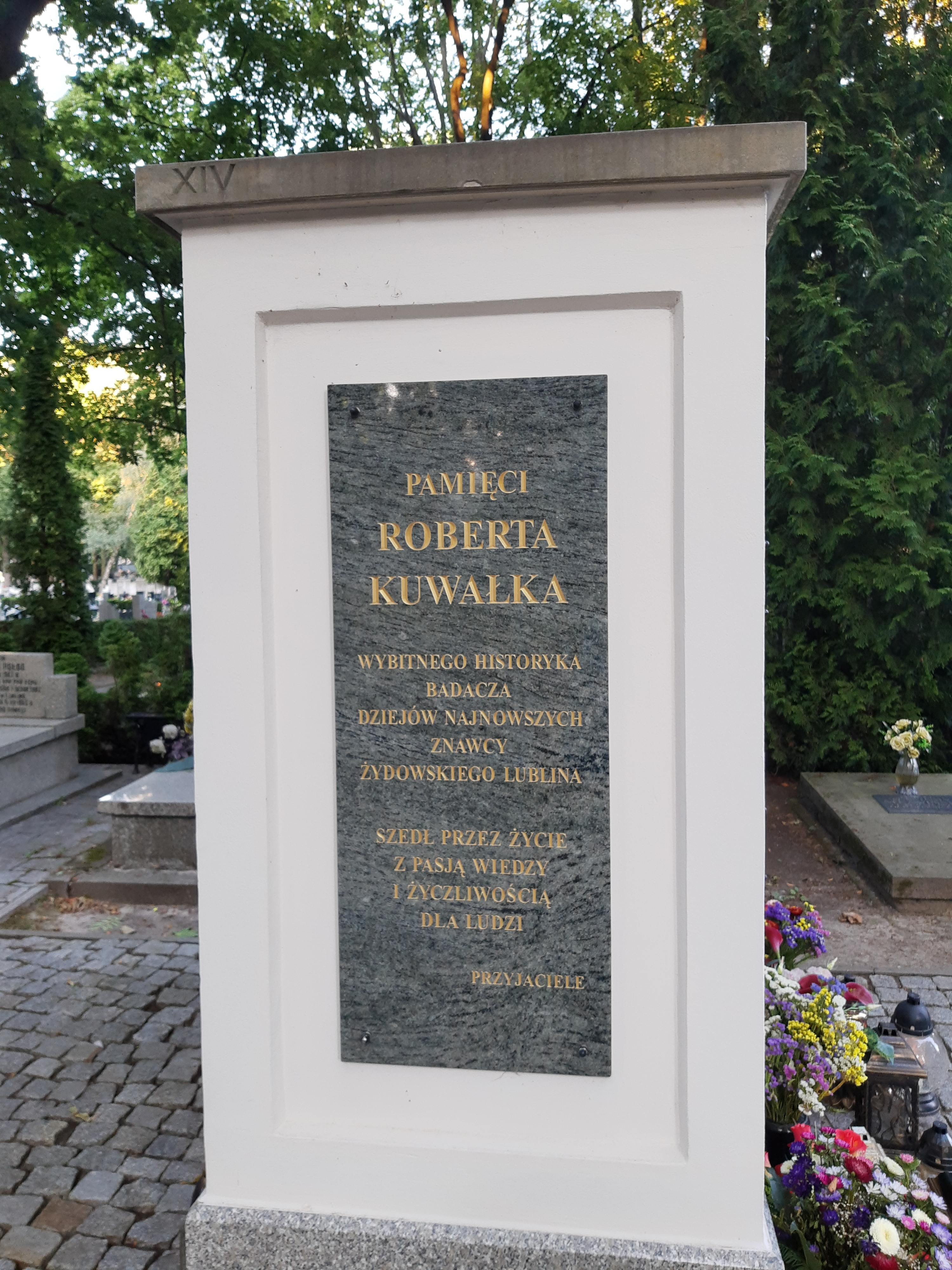
Tablica ku czci Kuwałka na kolumbarium cmentarza przy ulicy Lipowej

## Działalność naukowa
Jako historyk specjalizował się w dziejach osadnictwa żydowskiego oraz zagłady Żydów podczas II wojny światowej (w ramach operacji Reinhardt), w szczególności na Lubelszczyźnie i ziemi lwowskiej. Jego najważniejszą pracą była oparta na źródłach archiwalnych monografia obozu zagłady w Bełżcu, przełożona na języki francuski (2013), niemiecki (2013, wydanie poprawione 2014) i angielski (2016).
W ramach badań nad rolą formacji SS-Wachmannschaften w zagładzie Żydów zajmował się sprawą ukraińskiego strażnika z obozu w Sobiborze Iwana Demianiuka, osądzonego i skazanego w Niemczech w 2011.
W okresie poprzedzającym śmierć przygotowywał pracę o powojennych śledztwach niemieckich w sprawie zbrodni nazistowskich w dystrykcie lubelskim Generalnego Gubernatorstwa. Przeprowadził w archiwum Centrali Badania Zbrodni Narodowosocjalistycznych w Ludwigsburgu kwerendę na potrzeby planowanej monografii obozu w Sobiborze, był zaangażowany w opracowanie scenariusza wystawy historycznej Muzeum Byłego Obozu Zagłady w Sobiborze.

## Śmierć
Na przełomie maja i czerwca 2014 Robert Kuwałek pracował we Lwowie jako przewodnik grupy niemieckich turystów. 5 czerwca, po zakończeniu zwiedzania w dniu poprzedzającym wyjazd do Polski, późnym wieczorem powiadomił żonę telefonicznie ze lwowskiego Rynku o zamiarze powrotu do hostelu LeoCity z powodu zmęczenia, po czym zaginął (nie zameldował się w hostelu, a jego telefon był wyłączony). Na prośbę jego żony władze podjęły tej samej nocy próbę ustalenia jego miejsca pobytu. Poszukiwania zostały przerwane po tym, jak mężczyzna podający się za przyjaciela Kuwałka oświadczył, że przebywa on w restauracji Kryjówka, stylizowanej na kwaterę polową Ukraińskiej Powstańczej Armii. 7 czerwca w wyniku interwencji Konsulatu Generalnego RP we Lwowie poszukiwania zostały wznowione i ciało Kuwałka zostało zidentyfikowane tego samego dnia w miejskiej kostnicy, dokąd trafiło 6 czerwca o godz. 18 po odnalezieniu go 6 czerwca rano na jednej z głównych ulic miasta, w pobliżu hotelu Lwów (1 km na północ od LeoCity; według innej wersji: w pobliżu hostelu LeoCity). Milicja przyjęła wstępnie, że zgon był spowodowany udarem mózgu. Zgodnie z oświadczeniem naczelnika milicji we Lwowie Serhija Zjubanenki z 8 czerwca ciało nie nosiło widocznych śladów obrażeń, a przyczyną śmierci było zadławienie wymiotami, które miało wynikać ze złego stanu zdrowia Kuwałka i spożycia alkoholu. Milicja stwierdziła kradzież torby z dokumentami i pieniędzmi, jednak śmierć Kuwałka została zakwalifikowana jako nieszczęśliwy wypadek. Raport medycyny sądowej został sporządzony do 10 czerwca. Mężczyzna odpowiedzialny za zaprzestanie poszukiwań w noc zaginięcia, który zgodnie z ustaleniami śledczych przybył do Lwowa z Kuwałkiem i niemieckimi turystami, przebywał już wówczas w Polsce. Kontrola nagrań z monitoringu dokonana przez zarząd sieci restauracji – przy braku zainteresowania ze strony śledczych – ustaliła, że Kuwałka nie było w Kryjówce w nocy 5/6 czerwca 2014.

## Życie prywatne
Ze związku z Anną, nauczycielką historii i wiedzy o społeczeństwie, miał córkę Idę.

## Nagrody i odznaczenia
- Krzyż Kawalerski Orderu Odrodzenia Polski (2008)
- Medal „Powstanie w Getcie Warszawskim” przyznawany przez Stowarzyszenie Żydów Kombatantów i Poszkodowanych w II Wojnie Światowej (2014)[23].

## Główne publikacje

### Książki
- Lublin – Jerozolima Królestwa Polskiego (z Wiesławem Wysokiem), Lublin 2001.
- Obóz zagłady w Bełżcu, Lublin 2010. ISBN 978-83-925187-8-5.
- Rudolf Reder, Bełżec (red.), Warszawa 2022.

### Ważniejsze artykuły
- Żydowskie Gminy Wyznaniowe w powiecie chełmskim w latach 1918-1939, „Rocznik Chełmski” 1 (1995), s. 217–244.
- Obóz zagłady w Sobiborze w historiografii polskiej i obcej, „Zeszyty Majdanka” 21 (2001), s. 115–164.
- Zbrodnie w lesie krępieckim w świetle zeznań świadków, „Zeszyty Majdanka” 21 (2001), s. 277–306.
- Czy Lublin miał żydowskie elity?, „Scriptores” 11/1 (2003), s. 91–111.
- Żydzi lubelscy w obozie koncentracyjnym na Majdanku, „Zeszyty Majdanka” 22 (2003), s. 77–120.
- Odszyfrowane radiotelegramy ze stanami dziennymi obozu koncentracyjnego na Majdanku (styczeń 1942 – styczeń 1943 r.) (z Tomaszem Kranzem i Beatą Siwek-Ciupak), „Zeszyty Majdanka” 24 (2008), s. 201–232.
- Krótkie życie na „Wschodzie”. Żydzi z terenu Rzeszy deportowani do dystryktu lubelskiego, „Studia Żydowskie” 4/4 (2012), s. 31–51.
- Zagłada żydowskiego Chełma. Żydzi w Chełmie Lubelskim w latach 1939–1944. Zarys problemu, w: Zagłada Żydów na polskiej prowincji, red.  Adam Sitarek, Michał Trębacz i Ewa Wiatr, Instytut Pamięci Narodowej, Łódź 2012, s. 175–201.
- Relacje i zeznania Rudolfa Redera, w: Obóz Zagłady w Bełżcu w relacjach ocalonych i zeznaniach polskich świadków, red. Dariusz Libionka, Państwowe Muzeum na Majdanku, Lublin 2013, s. 13–81.
- Materiały śledztwa z lat 1945–1946 w sprawie zbrodni popełnionych w obozie zagłady w Bełżcu (red., z Dariuszem Libionką), w: Obóz Zagłady w Bełżcu w relacjach ocalonych i zeznaniach polskich świadków, red. Dariusz Libionka, Państwowe Muzeum na Majdanku, Lublin 2013, s. 103–247.
- Były obóz koncentracyjny na Majdanku i miejsca zagłady na Lubelszczyźnie w prasie i świadomości mieszkańców (1944–1956), w: Słowa w służbie nienawiści, red. Alicja Bartuś, Państwowe Muzeum Auschwitz-Birkenau, Oświęcim 2013, s. 275–292.
- Nowe ustalenia dotyczące liczby ofiar niemieckiego obozu zagłady w Sobiborze, „Zeszyty Majdanka” 26 (2014), s. 17–60.
- Kolaboracja ze strachu? Jeńcy sowieccy w formacji SS-Wachmannschaften z obozu szkoleniowego SS w Trawnikach, w: Jeńcy sowieccy na ziemiach polskich w czasie II wojny światowej, red. Jakub Wojtkowiak, Centrum Polsko-Rosyjskiego Dialogu i Porozumienia, Warszawa 2015, s. 201–231.
- Zagłada sztetl. Żydzi w Izbicy pod okupacją nazistowską, w: Żydzi w Zamościu i na Zamojszczyźnie. Historia – kultura – literatura, red. Weronika Litwin, Monika Szabłowska-Zaremba, Sławomir Jacek Żurek, Towarzystwo Naukowe KUL, Lublin 2012, s. 255–277.